# Hiwalcha
Hiwalcha – gaun wikas samiti w zachodniej części Nepalu w strefie Rapti w dystrykcie Salyan. Według nepalskiego spisu powszechnego z 2011 roku liczył on 892 gospodarstwa domowe i 3942 mieszkańców (2146 kobiet i 1796 mężczyzn).